# 本庄正季
本庄 正季（ほんじょう　まさき、1993年（平成5年）7月5日 - ）は、日本の俳優である。

元劇団東俳所属。
北海道出身で身長174cm、体重68kg、B型。
一般社団法人映像コンテンツ権利処理機構においては不明権利者とされている。

## 出演

### テレビドラマ
- 謎を解け!まさかのミステリー (2005年)
- タイガー&ドラゴン (2005年)
- 女王の教室 (2005年)
- 救命病棟24時 (2005年)
- 硫黄島〜戦場の郵便配達〜 (2006年)
- わたしたちの教科書 - 坪井雅治役 (2007年)
- 坂の上の雲　- 菅野彦蔵役 (2010年)
- ひとりじゃない - 桐山雅敏役 (2011年)
- NHK高校講座 英語 - Jun役 (2011年)

### 映画
- I am 日本人（2006年）
- 地下鉄に乗って (2006年)
- おっぱいバレー（2009年） - 杉浦健吾役

### CM
- NTT西日本
- クオーク
- 任天堂「スクリューブレイカー」
- Benesse「進研ゼミ中学講座」
- 大塚ベバレジ「MATCH」